# Georg Christoph Dinglinger
Georg Christoph Dinglinger (* 6. September 1668 in Biberach; † 30. Mai 1745 in Dresden) war ein Goldschmied und Juwelier, der hauptsächlich in Dresden tätig war.

## Leben
Georg Christoph Dinglinger war einer von drei Söhnen des Messerschmieds Conrad Dinglinger und Margarethe Schopper aus Biberach bei Ulm. Er folgte seinem Bruder Johann Melchior Dinglinger gegen 1707 nach Dresden, wo er als Goldschmied sächsischer Hofjuwelier wurde und vorwiegend Juwelen fertigte.
Er heiratete am 6. Juni 1695 in Biberach Maria Catharina, geborene Schopper, jüngstes Kind des Gerichtschöppe, Wundarzt und Barbier, Johann Schopper (* 17. April 1639 zu Biberach) und der Anna Maria, geborene Schönfeld , (* 24. September 1673 in Biberach; † 1. März 1760 in Dresden), die im Haus am Jüdenhof verstarb, das beide im Jahre 1716 erwarben und das bis heute als Dinglingerhaus bekannt ist.
Aus der Ehe gingen die Kinder: Maria Margarethe Dinglinger (* 30. März 1696 in Biberach), Johanna Catharina Dinglinger (* 17. August 1697 in Biberach), Johanna Margaretha Dinglinger (* 27. September 1698 in Biberach) Johann Conrad Dinglinger (* 1. März 1700 in Biberach), Georg Christoph Dinglinger (* 30. August 1701 in Biberach), Maria Catharina Dinglinger (* 6. Juni 1703 in Biberach) und Christian Friedrich Dinglinger (* 5. Dezember 1706 in Biberach) hervor.
Außerdem kaufte er sich am 3. Juli 1728 das Freigut Kleinoelsa, das von einem Pächter bewirtschaftet wurde und nach seinem Tod die Erben, sein Sohn Friedrich und die Enkelin Sabina Elisabeth Dinglinger, verheiratete Hofmann, am 28. November 1746 verkauften.
Einige seiner Werke sind bis heute erhalten, so z. B. der Elefant mit Turm und Reiter, den die Staatlichen Kunstsammlungen Dresden unter der Inventarnummer V204 führen.